# デイノテリウム科
デイノテリウム科（デイノテリウムか、学名：Deinotheriidae ) とは、ゾウ目の絶滅した科である。学名は、「恐ろしい」(Deino) と「獣」(therium) を意味する。
チルガテリウム・プロデイノテリウム・デイノテリウム の3属が含まれる。

## 形態

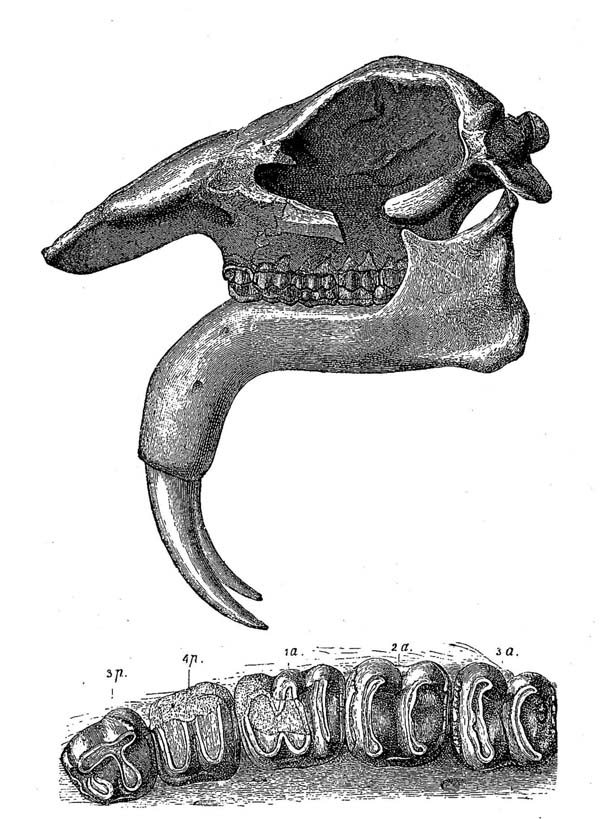
デイノテリウムの頭骨と歯

デイノテリウム科の体の形とプロポーションは、現代のゾウのそれによく似ているが、以下のような特徴があった。

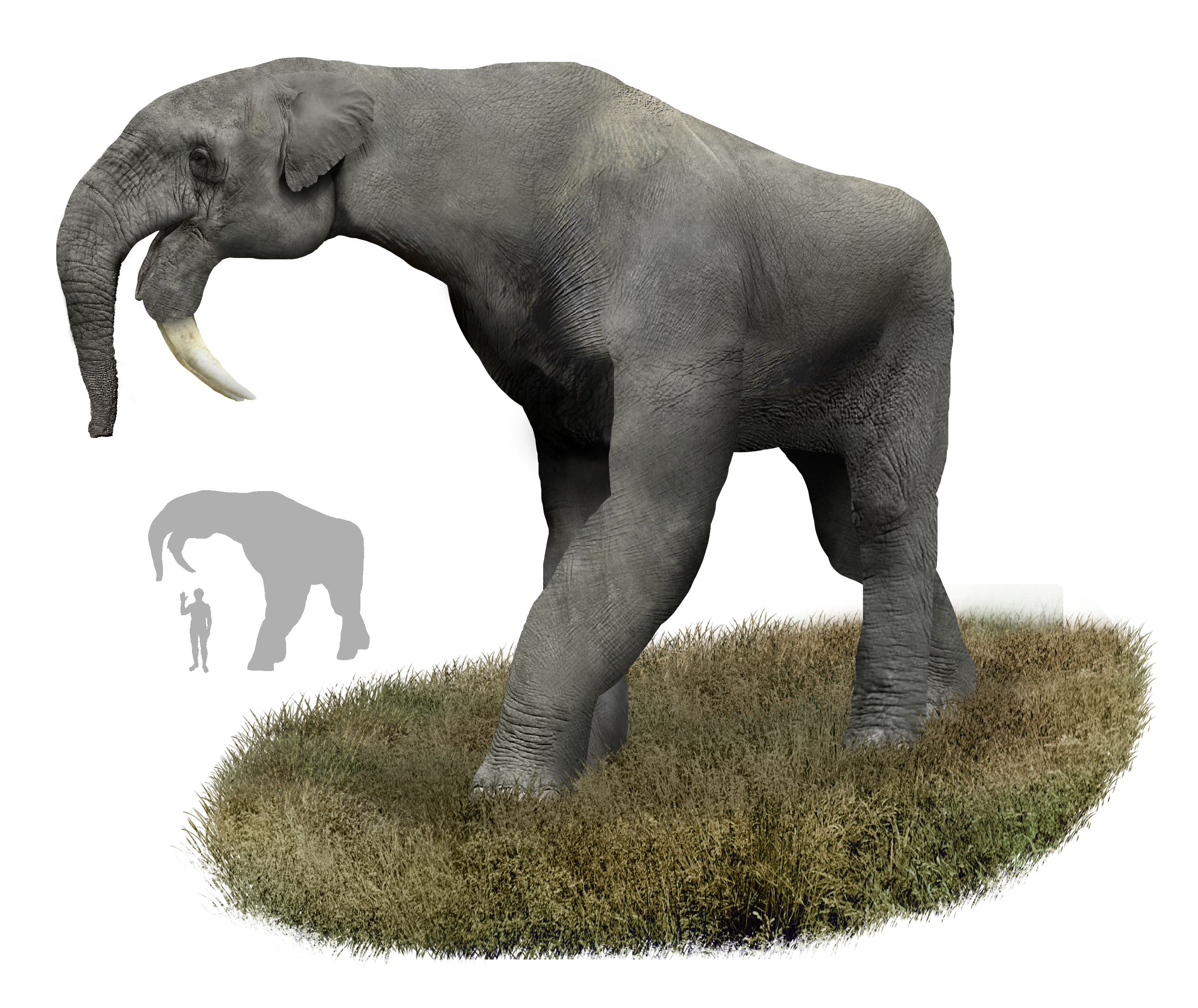
デイノテリウムのイメージ図

- 牙

現代のような上顎の牙はなく、代わりに下顎の前部の切歯が牙のように生えていた。これらは一種の巨大なフックのように下方と後方に湾曲しており、牙は掘るためではなく、樹木の皮などを剥ぎ取るために使用されたと考えられている 。
長鼻目の中でも、このような牙を持つ種属は他におらず、デイノテリウム科の最も際立った特徴となっている。
- 鼻

頭骨に大きな鼻腔があることから筋肉のついた鼻を持っていたと考えられる。ただし、ゾウのような長い鼻だとすると水平に伸びる上顎骨はむしろ邪魔になるため、より筋肉質でバクの鼻に似ていたとされる。
一方で水を飲むのに膝をつくのはエネルギー効率が悪いため、立ったままで水を飲める程度には長かったとも考えられている。
- 歯

デイノテリウム科の歯式は{\displaystyle {\frac {0.0.2.3.}{1.0.2.3.}}} (乳歯 {\displaystyle {\frac {0.0.3.}{1.0.3.}}})となっている。
犬歯はなく、切歯は下顎のみにしかなく牙を形成している。
臼歯は 5 本の歯冠の低い臼歯が上下顎にある (P3-P4,M1-M3)。稜状の凸部を持つ横堤歯(ロフォドント)であるが、稜の数は属により異なる。
デイノテリウム科の臼歯は、上臼歯の稜(ロフ)の側端から後方に伸びる稜(クリスタ)があることが特徴的である(下臼歯からは前方に伸びる)。
- ポストクラニアル (体骨格)

足は現代のゾウのように長かった。特に中手骨が長く、マヌス(足首関節以下の部位)は長鼻目の中で最も高い部類にはいる。
首は、現代のゾウに比べると長い。
|  |  |

### 属による形態の違い
大きな違いはサイズで、時代が新しくなると共にサイズが大きくなっている 
- 肩の高さの違い
  - チルガテリウム : 2メートル程度 (現在のサイくらい)
  - プロデイノテリウム : 2.5〜3メートル程度 (現在のインドゾウくらい)
  - デイノテリウム : 4メートル程度 (アフリカゾウを超えて長鼻目の最大級)
- その他の各属の差異
  - プロデイノテリウムの形態特性についてはプロデイノテリウム#形態を参照。
  - チルガテリウムの形態特性についてはチルガテリウム#形態を参照。

## 生息時代・生息域
デイノテリウム科は、古第三紀の漸新世から新第三紀を跨いで第四紀の更新世まで生息していたと考えられている。
およそ2600万年もの長きに渡って科が存続したことになり、長鼻目の中でも成功した系統であるといえる。
| 古第三紀 | 古第三紀 | 古第三紀 | 古第三紀                  | 新第三紀 | 新第三紀 | 第四紀 | 第四紀 | 第四紀 |
| -------- | -------- | -------- | ------------------------- | -------- | -------- | ------ | ------ | ------ |
| 暁新世   | 始新世   | 漸新世   | 漸新世                    | 中新世   | 鮮新世   | 更新世 | 更新世 |        |
| 66 - 56M | 56 - 34M | 34 - 23M | 34 - 23M                  | 23 - 5M  | 5 - 2.6M | 2.6-   | 2.6-   | 2.6-   |
|          |          |          | デイノテリウム科 生息時代 |          |          |        |        |        |
|          |          |          |                           |          |          |        |        |        |

デイノテリウム科は、最初はアフリカに出現し、その後南アジア (インド - パキスタン) とヨーロッパに広がった。その間、サイズがはるかに大きくなったことを除けば、形態はほとんど変化していない。中新世後期までに、彼らは当時最大の陸上動物になっていた。
さまざまなマンモスやマストドン類の系統とは異なり、デイノテリウム科は氷河時代を通じて存続するのではなく、更新世の初期に絶滅した。

## 生態

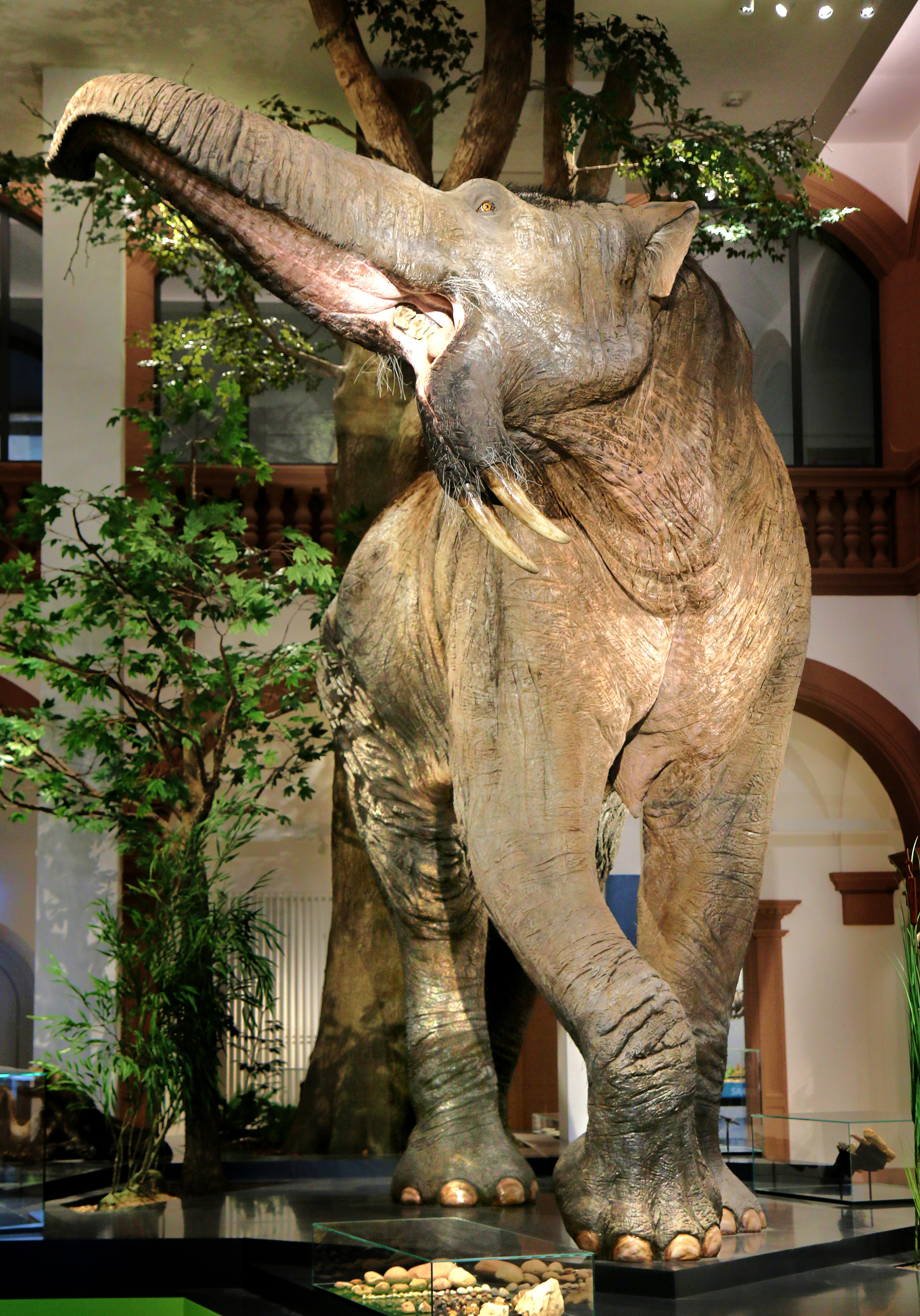
Deinotherium giganteumの模型（マインツ自然史博物館）

デイノテリウム科は森林の近くに生息し、高木になる木の芽や果実を食べる摂食行動を取っていたとして知られている。
下向きの牙は樹皮や他の植物を剥ぐのに用いられ、鼻はバクのように植物を掴んで舌で操作できる場所に移動させるために使われていた。
植物食の動物は、ブラウザー(木の芽や枝葉を食べる)・グレイザー(草を食べる)・ミックスフィーダー(どっちも食べる)という3つの摂食タイプに分けられるが、化石でも臼歯の状態で摂食タイプを判断することができる。グレイザーは砂を含むことがあり歯に擦り傷が多く残るのだが、デイノテリウム科の臼歯にはそのような磨耗はほとんど見られず「ブラウザー」と診断されている。
同一時代・同一地域にミックスフィーダーとされるゴンフォテリウムも生息していたことが分かっているが、摂食嗜好の異なる種は直接の食物競争を回避することができるため、同一地域で共存可能(ニッチ分化)であった。
デイノテリウムの臼歯は、前三本(P3-M1) が食物を砕く目的で使用し、奥二本(M2-M3)を植物材料を剪断（スライス）するのに使用していたと考えられている。剪断に用いられる第2と第3大臼歯は垂直方向に強く働き、横方向(左右方向)にはほとんど作用しない。この咀嚼動作は、ゴンフォテリウム科(横方向のすりつぶし) やゾウ(水平方向の剪断)に見られる歯の動作とは異なる。
デイノテリウム科の中でも原始的なチルガテリウム・プロデイノテリウムは、上記の摂食嗜好から森林の近くに張り付いて生活していたと考えられているが、より大型のデイノテリウムに進化すると前脚が長くなり高い走行性(効率的な歩幅)を手に入れている。中新世後期のヨーロッパにおけるサバンナの広がりへと適応して、広大で（彼らにとっては）役に立たない草原を横切り、おそらく森から森へと移動していたとされる。

## 分類

### 下位分類
| チルガテリウム亜科 | チルガテリウム Chilgatherium                                                                       |
| Chilgatheriinae    | チルガテリウム Chilgatherium                                                                       |
| デイノテリウム亜科 | \| \| プロデイノテリウム Prodeinotherium \| \| \| \| \| \| デイノテリウム Deinotherium \| \| \| \| |
| Deinotheriinae     | \| \| プロデイノテリウム Prodeinotherium \| \| \| \| \| \| デイノテリウム Deinotherium \| \| \| \| |
|                    | プロデイノテリウム Prodeinotherium                                                                 |
|                    | |
|                    | デイノテリウム Deinotherium                                                                        |
|                    | |

|  | プロデイノテリウム Prodeinotherium |
|  |                                    |
|  | デイノテリウム Deinotherium        |
|  |                                    |